# Pedro Ferreira e Silva
Pedro Ferreira e Silva (Catu, 19 de maio de 1867 – Blumenau, 31 de maio de 1911) foi um médico e político brasileiro.
Filho de Manuel Ferreira de Santana e de Ana Procópia Ferreira e Silva
Formado em medicina pela Faculdade de Medicina da Bahia, em 1884. A partir de 1886 residiu em Itajaí.
Foi deputado à Assembléia Legislativa Estadual de Santa Catarina na 1ª legislatura, de 1894 a 1895, na 2ª legislatura, de 1896 a 1897, na 6ª legislatura, de 1907 a 1909, e na 7ª legislatura, de 1910 a 1912. Foi deputado à Câmara dos Deputados na 3ª legislatura, de 1897 a 1899.
Foi intendente municipal (prefeito) de Itajaí, de 1895 a 1907 e em 1911.
Foi sócio fundador do Instituto Histórico e Geográfico de Santa Catarina.